# Gyógyszertár

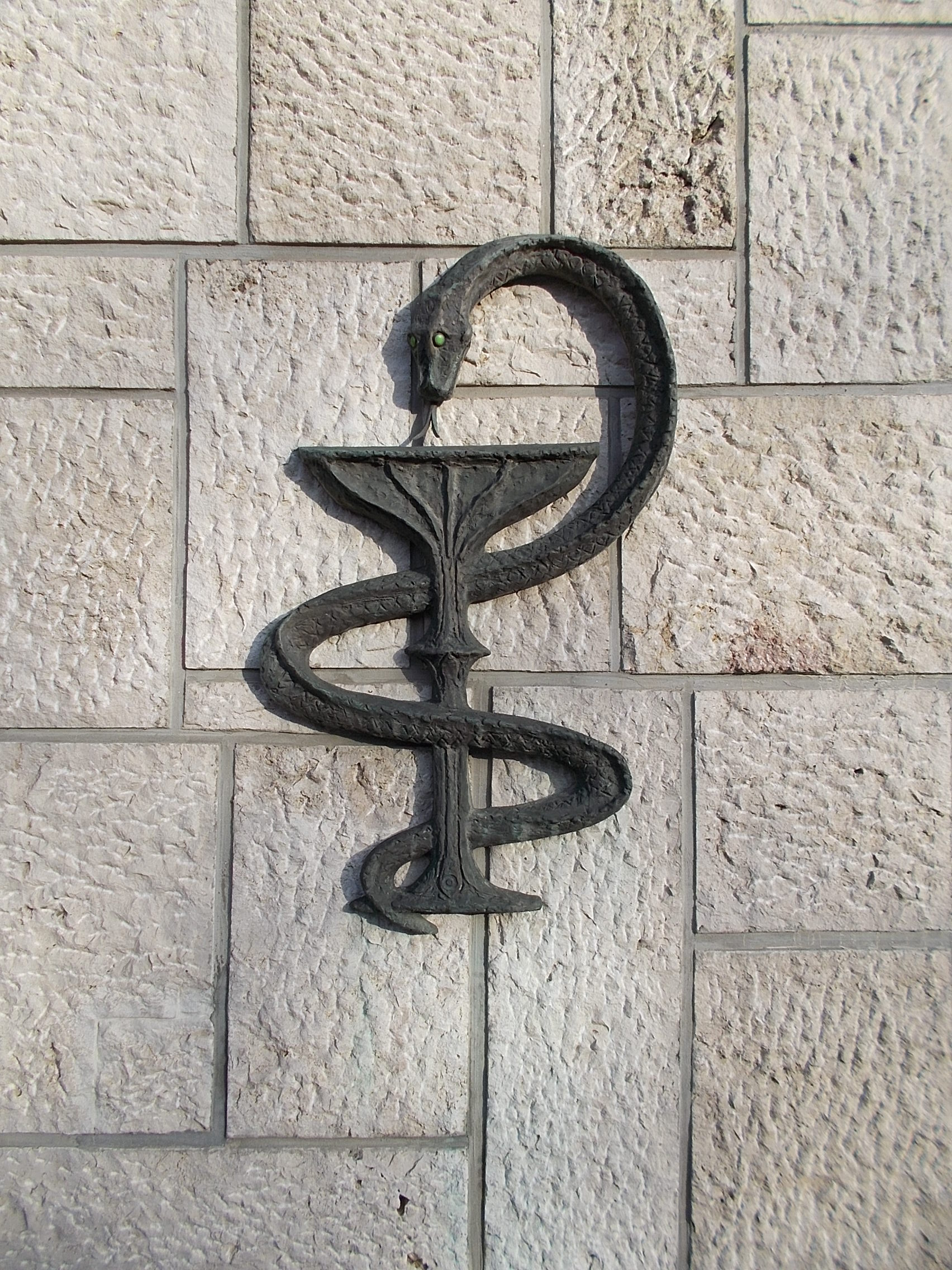
A gyógyszertárak jelképe ókori eredetű jelkép, Aszklépiosz botja. A kígyó a megújulás, az újjászületés és termékenység kifejezője, a bot, a hatalom és a gyógyítás istenének megtestesítője, Hügieia serlege a higiéniát jelképezi

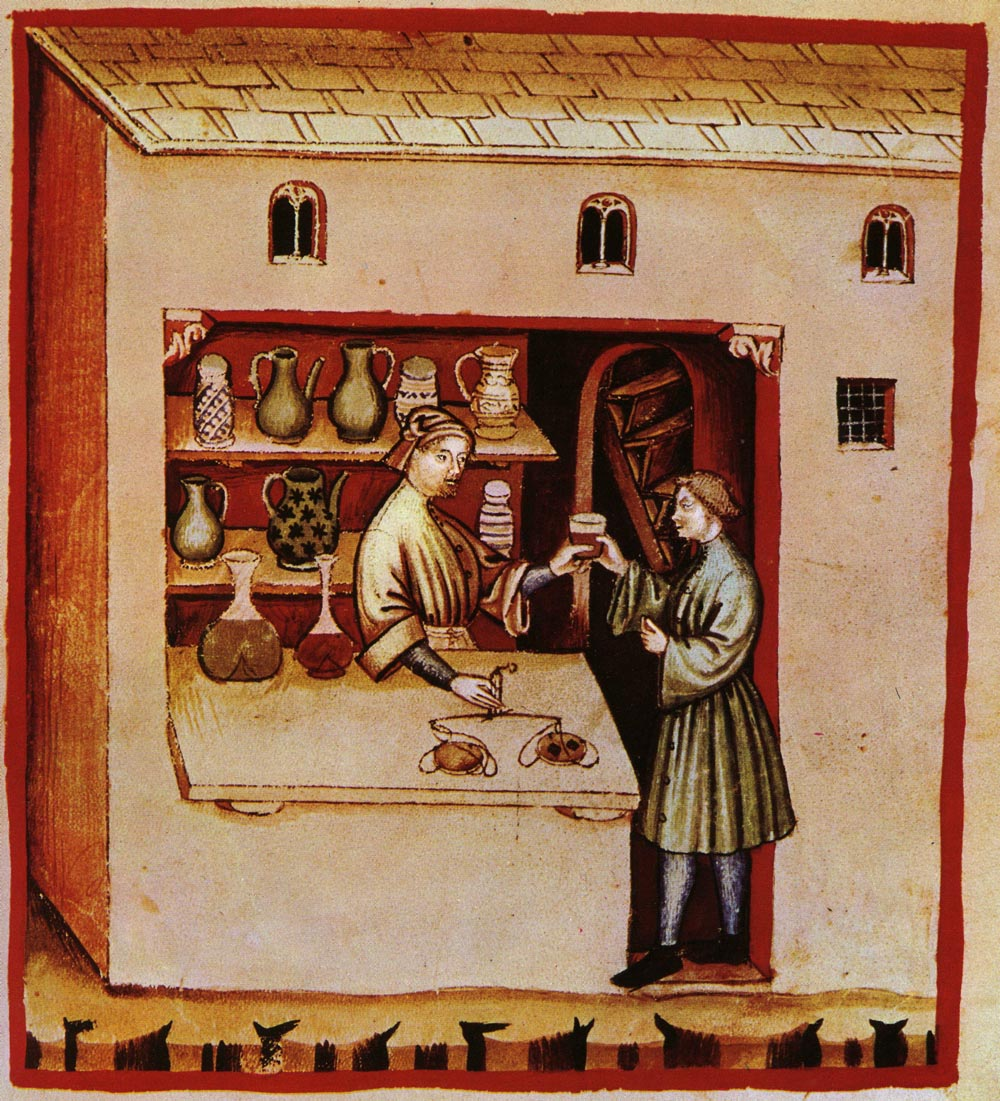
Mindennapi élet a 14. században egy itáliai gyógyszertárban

A gyógyszertár vagy patika (régies neve: apotéka) szűkebb értelemben a gyógyszerek értékesítését végző, tágabb értelemben minden egészségvédő termékkel foglalkozó egészségügyi intézmény. A gyógyszertár a gyógyszerellátásra irányuló egészségügyi szolgáltató (ideértve a gyógyszer-kiskereskedelmet is) tevékenységet végző egészségügyi intézmény (csak másodlagosan „magánvállalkozás”). A lakossági gyógyszerellátást a különböző gyógyszertárak végzik, amelynek során az egészségügyi szolgáltató a gyógyszert és az alkalmazásával összefüggő szakmai információt a betegek részére közvetlenül biztosítja. A gyógyszertárak elterjedt jelképe egy kehely amelynek a szárára egy kígyó tekeredik (Hügieia serlege).
A gyógyszertár a társadalom professzionális alrendszerében az egészségügyi ellátó rendszer része, ahol a gyógyító tevékenység bináris kódja az egészség és betegség viszonya. A gyógyítási folyamatban a gyógyszertár lehet az első, de az utolsó láncszem is, ahol a beteg a gyógyszeres terápiájával kapcsolatban még irányítható és ellenőrizhető. A gyógyszerész az a személy, aki ezt kellő kompetenciával meg is teheti a gyógyszertárban. A gyógyszertári munka, a gyógyszerészet így válhat az elsődleges „kapuőrré”. A beteg ember egyre gyakrabban a hirdetések alapján diagnosztizálja tüneteit, és az orvos megkerülésével kezd önkezelésbe. Ez a feladat nagymértékben megnöveli a gyógyszertári munka felelősségét és az egészségnevelésben betöltött szerepét.

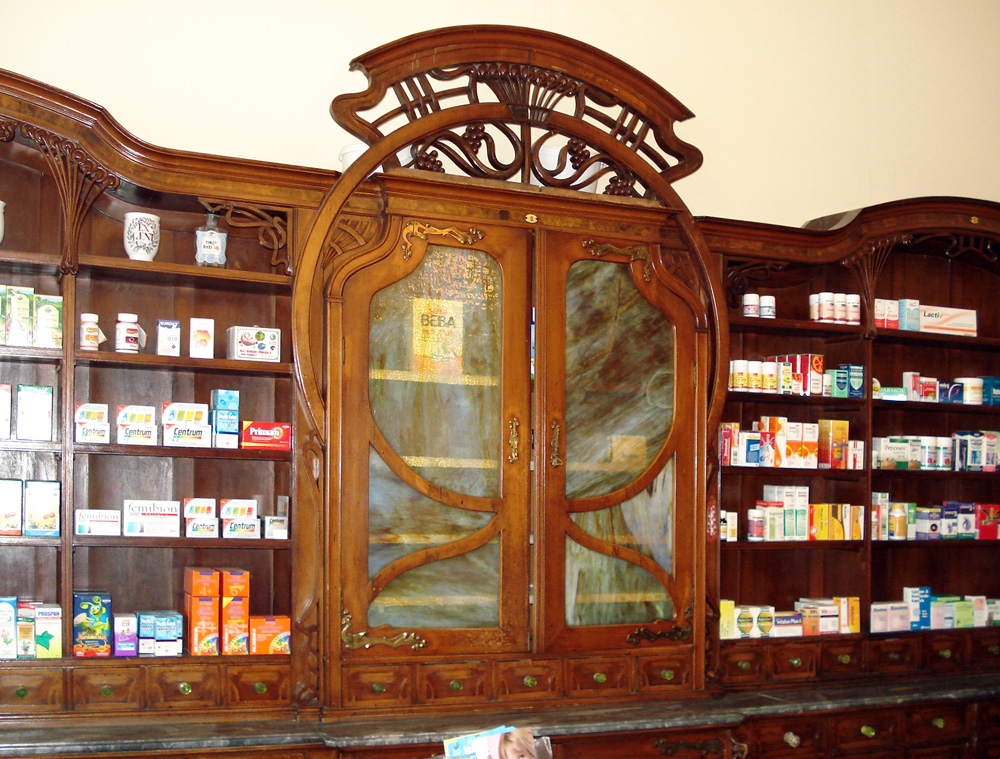
Arany Kígyó Gyógyszertár, Miskolc

## A „gyógyszertár” és „patika” szó etimológiája

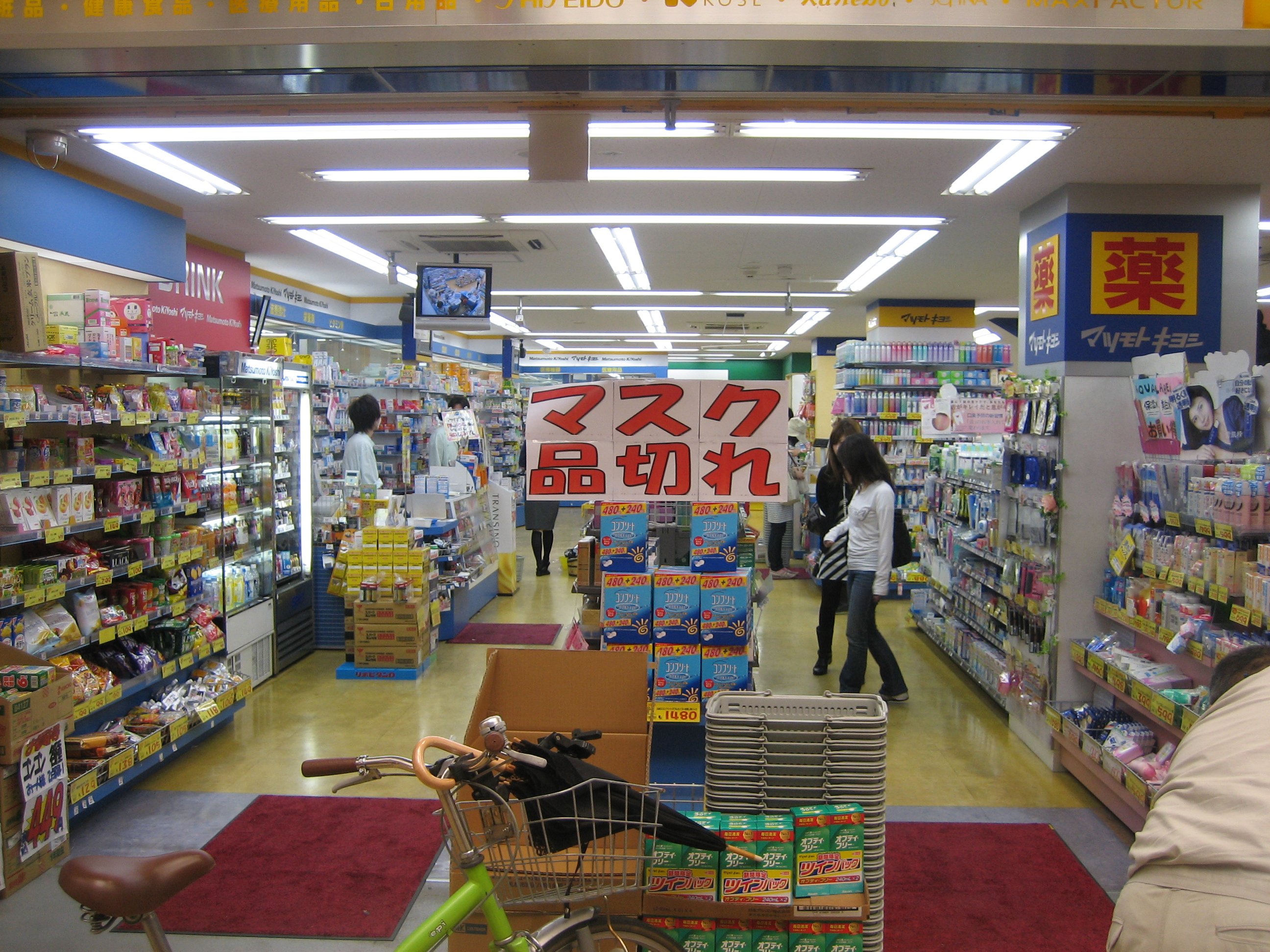
Japán gyógyszertár Hjógó városában a sertésinfluenza idején (a vörös felirat szerint a maszkok elfogytak)

- A szócsalád gyógy- töve a jó melléknév régi jóg középfokú alakjából lett. A szóeleji j đ gy alakulására példa a jer–gyere, jön–gyün vagy nyelvjárási jökér–gyökér szópár, a gyógul g-je már a szókezdő hang hatására palatalizálódott. Ez a tő a nyelvújítás kora óta számos összetétel előtagja lett: gyógyszer, gyógyszertár, gyógynövény, gyógyeljárás, gyógyhatás stb.[6]
- Maga a „gyógyszer” elnevezés görög megfelelője a „farmakon” egyszerre jelentett mérget és orvosságot. A gyógyszer szó, hasonlóan a többi gyógy- előtagú összetett szavainkhoz, a nyelvújítás korából származik, az etimológiai szótár szerint Bugát Pál említi először a Természettudományi Szóhalmazban (Budán, 1843). Az előtagot a „gyógyít”, „gyógyul” igékből vonták le, illetőleg – legalább részben – a gyógyító igenevet rövidítették meg. „Gyógyító szer” elnevezésként 1775-ben már használatos volt. Ezelőtt a Pharmacum, Medicamentum szavak voltak a köznyelvben használatosak.
- farmakon (görög) Gyógyszer, gyógyanyag, patikaszer.[7]
- Az „apotheca” latin jövevényszó, a görög „apothéké”-ből (raktár) ered, amely főnév az „apo-„ (le-, félre-, el-) és „tithenai” (tesz, helyez, őriz) elemekből áll. Az ókorban a tároló helyeket nevezték „apothecá”-nak: apotheca vinorum=bortároló, Galénosznál, az „apotheke” a könyvek tároló helye (később bibliotheca). Az „apotheca” megnevezést a középkorban egyformán használták, csűrök, raktárak, üzletek és éléskamrák megnevezésére, amelyekben könyveket, növényeket, fűszereket és gyógyszereket tároltak. Az egyes nemzeti nyelvekben a szó különféle formákban került át, németül „Apotheke” (apoteke, apentek, apteke), oroszul „aptyeka”, olaszul „bottega” (ma már nem használják), spanyolul „bodega”, franciául „boutique”. Azok a középkori szerzetesrendek, amelyek gyógyítással is foglalkoztak – benedekrendiek, johanniták, ciszterciek, premontreiek, ágostonrendiek, pálosok, minoriták, ferencesek –, házi patikákat tartottak fenn.
- II. Frigyes 1241-es rendeletében tette hivatalossá az „apotheca” elnevezést a gyógyszerkészítő „statió”-ra. Innen vették át az egyes nemzeti nyelvek. A gyógyszerkészítés helyét a korai középkorban még nem hívták apothecának, hanem a következő megnevezéseket találjuk rá Európa egyes helyein: armarium pigmentorum, stationes specialium, operatorium, confectionarium. 1303-tól találunk forrásokat hazánkban az apotheca, apothecarius kifejezések használatára. A klasszikus görög-római-arab alapokra visszavezethető gyógyszerkészítés tudománya a kolostori gyógyítás részeként jelent meg hazánkban is az államalapítást követően, azonban ezekről nem maradtak fenn írásos emlékek. Az apotheca szót gyógyszerek tekintetében később, valószínűleg az ezredforduló körül használták először „apotheca medicamentorum” értelmében.
- Magyarul: apotéka, patika (patica), „patikaszerszámos bolt”. A gyógyszertár szó a nyelvújítás korától terjedt el és vált hivatalossá.
- patika szavunk legelőször 1656-ban jelenik meg egy erdélyi írásos emlékben Teleki Jánosné Teleki Mihályhoz írt levelében: „Nekem küldj, ha lehet a patikábúl, vagy a doctorukbúl egy kevés fenyőmag olajat…”. Ezekben az időkben egyáltalán nem használták a gyógyszertár, a gyógyszerész szavakat, különösen összetételekben.[8] Ezek megjelenése jóval későbbi, így például gyógyszerárus szavunk a dési levéltárban egy 1850-ből származó feljegyzésben fordul elő először.[9]

## A gyógyszertárak fajtái, megkülönböztetésük

### Közforgalmú gyógyszertár
A közforgalmú gyógyszertárak (angolul: community pharmacy, drug store) felelősek egy adott terület lakosságának ellátásáért. A gyógyszerellátási rendszer alappillérei. Elsődlegesen a betegek teljeskörű és közvetlen gyógyszerellátását végző egészségügyi intézmény.

### Fiókgyógyszertár
A fiókgyógyszertár mindig egy közforgalmú gyógyszertárhoz kapcsolódva lát el egy kisebb települést vagy városrészt, redukált szolgáltatásokkal működik. A közforgalmú gyógyszertár (anyagyógyszertár) része, de azzal nem azonos településen működik (pl.: Anyapatika: Szegeden működik, a fiókpatika: Mórahalmon). Telephelye a közforgalmú gyógyszertár, az anyagyógyszertár. Ha az illető településen közforgalmú gyógyszertár működik, fiókgyógyszertár nem létesíthető. (Ha közforgalmú közben létesül a fiókpatika működésének az engedélyét meg kell szüntetni.)

### Kórházi gyógyszertár

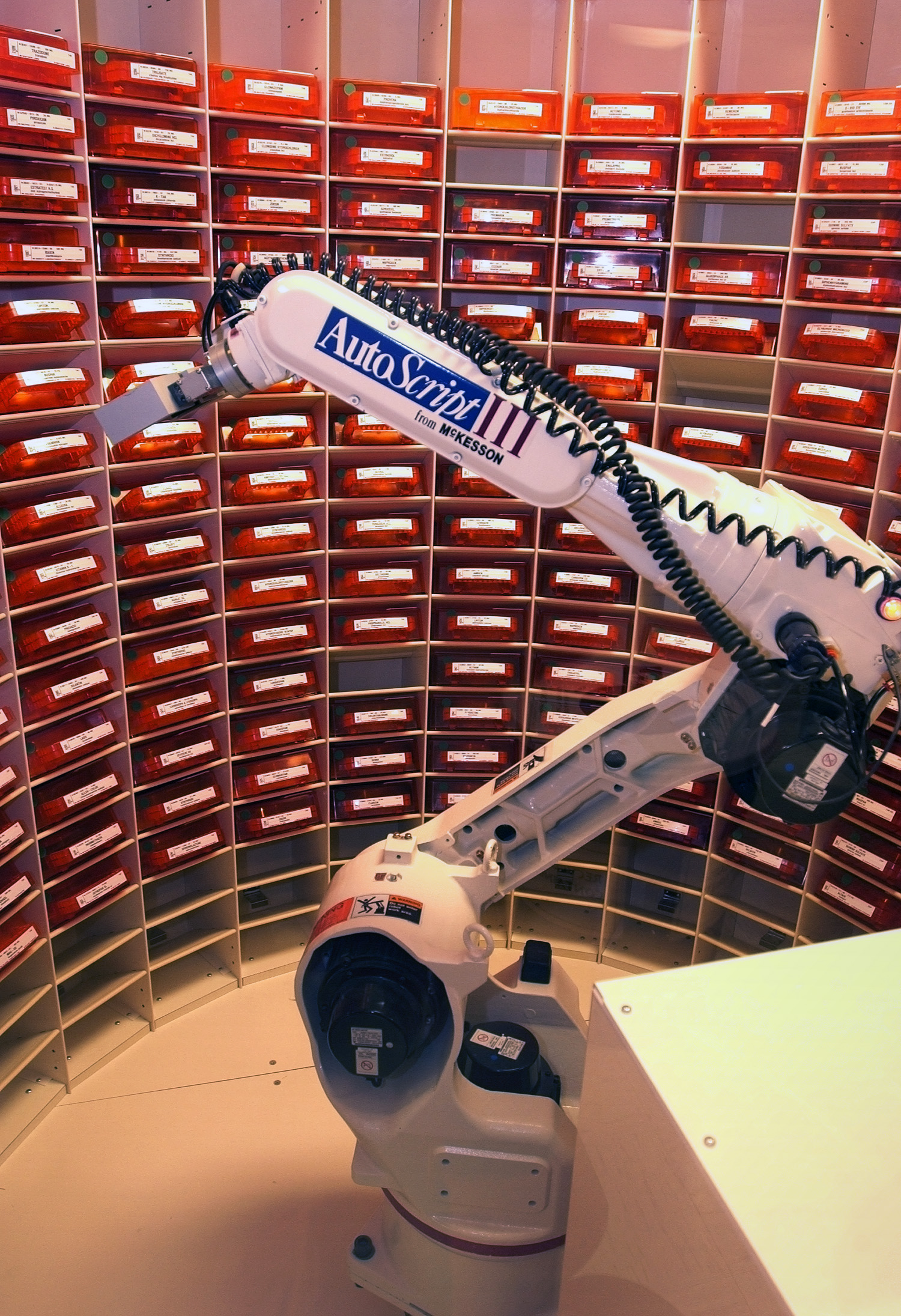
US Navy Autoscript III, receptolvasó robot, betegre szabottan kiszedi a gyógyszereket. National Naval Medical Center Bethesda, Maryland

A kórházi gyógyszertár (angolul: hospital pharmacy) vagy más néven intézeti gyógyszertár (angolul: institutional pharmacy) az adott egészségügyi intézmény igényeit hivatott kielégíteni. (A klinikákon is intézeti gyógyszertárak működnek (angolul: health-system pharmacy).

### Vényforgalmú gyógyszertár
A vényforgalmú gyógyszertár (angolul: ambulatory pharmacy, outpatient pharmacy) a kórházi, klinikai gyógyszertár része, ahol a kórházi ellátás során lakossági járóbetegeket és a kórház dolgozóit látja el gyógyszerekkel.

### Kézigyógyszertár
Az orvosi ún. kézigyógyszertárak útján kisebb település orvosai látják el betegeiket a szükséges gyógyszerekkel. Háziorvos és házi gyermekorvos gyógyító munkájának segítésére létesül, a gyógyszerek egy bizonyos, létfontosságú körét tartja. Szintén közforgalmú gyógyszertárhoz kapcsolódik.

### Állatgyógyszertár
Az állatgyógyászati (angolul: veterinary pharmacy) termékekre szakosodott gyógyszertárak.
(Humán) Gyógyszertárban állatgyógyszer forgalmazására külön engedély kell, a területileg illetékes megyei Állategészségügyi és Élelmiszer-ellenőrző Állomás szakvéleménye alapján a Földművelésügyi Minisztérium adja ki az engedélyét.
- A gyógyszertárak létszámadatai Magyarországon (2007)

|                                             | Gyógyszerész | Asszisztens | Kisegítő, egyéb | Összesen |
| ------------------------------------------- | ------------ | ----------- | --------------- | -------- |
| 2010 közforgalmú gyógyszertár összesen (fő) | 4897         | 6624        | 2833            | 14354    |
| Egy gyógyszertárra jut (fő)                 | 2,4          | 3,3         | 1,4             | 7,1      |
| 143 intézeti gyógyszertár                   | 467          | 797         | 327             | 1591     |
| Egy intézeti gyógyszertárra                 | 3,3          | 5,6         | 2,3             | 11,1     |